# Ogonkí (Sakhalín)
|  | Per a altres significats, vegeu «Ogonkí». |

Ogonkí (en rus: Огоньки) és un poble de l'óblast de Sakhalín, a l'Extrem Orient de Rússia, que el 2013 tenia 454 habitants. Pertany al districte d'Aniva.